# Sukabumi (stad)

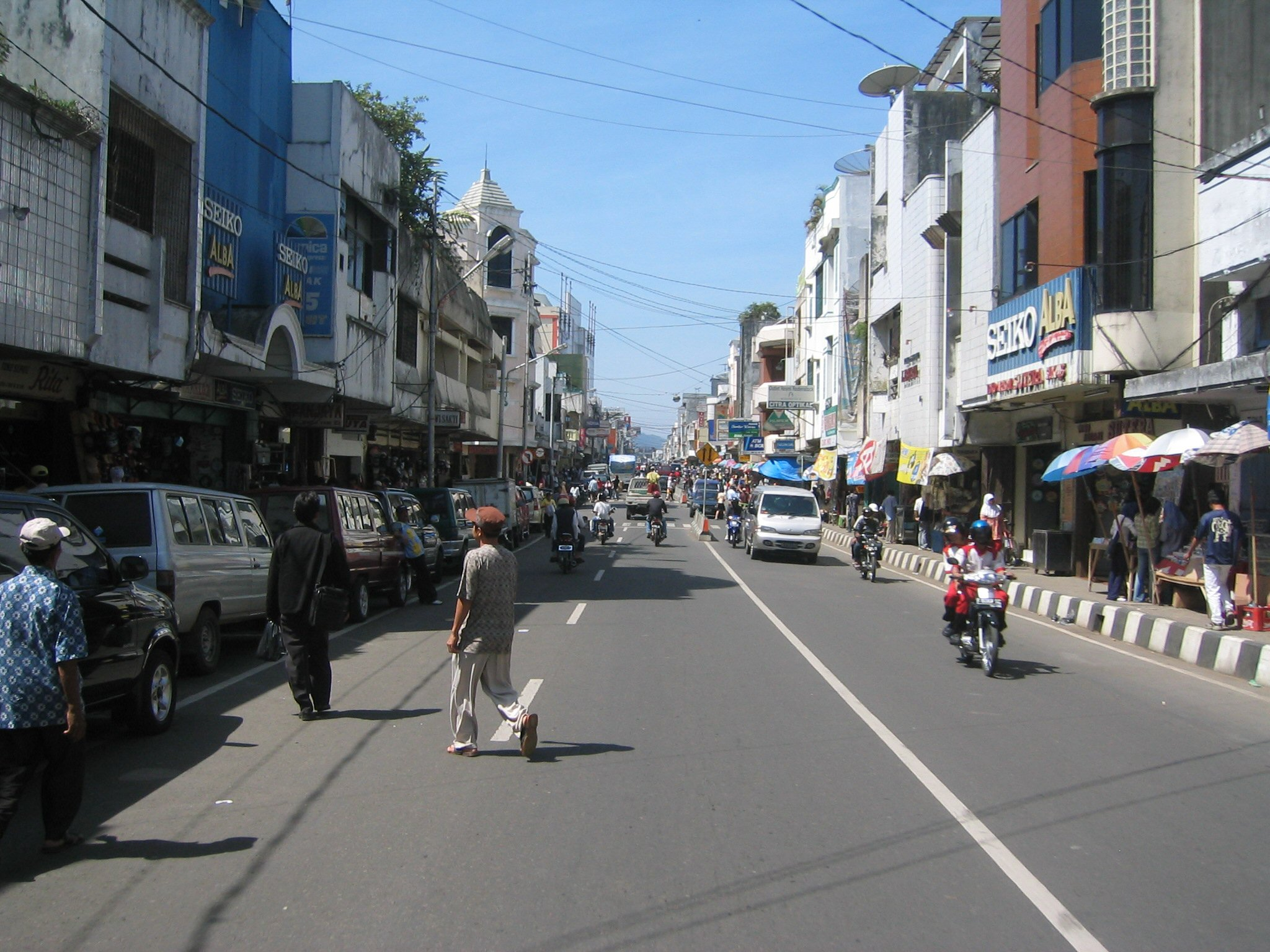
Doorgaande weg door Sukabumi

Sukabumi (tot 1972 gespeld als Soekaboemi) is een stad in de provincie West-Java, Indonesië met 318.117 inwoners (2015) en een oppervlakte van 48 km². De stad wordt volledig omringd door het regentschap Sukabumi, maar staat er bestuurlijk los van. 
De stad ligt op ongeveer 90 kilometer over de weg ten zuiden van de hoofdstad Jakarta en op ongeveer 70 kilometer over de weg ten westen van Bandung.

## Geschiedenis
De geschiedenis van de stad Soekeboemi en het regentschap Sukabumi komt voort uit de opening van koffieplantages in de westelijke regio Preanger die tijdens de VOC-tijd zijn aangelegd. In de loop van de tijd groeide het gebied rond de koffieplantages, waaronder die van de Goenoeng Goeroeh, uit tot verschillende kleine nederzettingen, waaronder het dorp Tjikole. Het was Andries de Wilde, een chirurgijn, en bezitter van de Nederlandse koffie- en theeplantages (Preanger Plantages) die een plantage-landgoed opende in de nederzetting Tjikole. Hij had op 25 januari 1813 het land gekocht van het Britse gouvernement van Nederlands-Indië, stichtte een particuliere landbouwonderneming en ontwikkelde die zodanig, dat die model stond voor de talrijke Europese plantages op Java. De Wilde verkocht in 1823 zijn landerijen in het regentschap Soekaboemi aan de Nederlandse Oost-Indische overheid.

## NaamSoekaboemi
De naam "Soekaboemi" werd voor het eerst gebruikt op 13 januari 1815 door Andries de Wilde. In zijn verslagen noemde De Wilde de naam Soeka Boemi als zijn verblijfplaats in de nederzetting Tjikole. De Wilde stuurde vervolgens een brief aan zijn vriend Nicolaus Engelhard die in dienst was als beheerder van Nederlands-Indië, waar hij Engelhard vroeg de naamswijziging van Kepatihan Tjikole in Kepatihan Soekaboemi in te dienen bij Thomas Stamford Raffles, de gouverneur van Nederlands-Indië.

Er zijn twee meningen over de oorsprong van de naam Sukabumi die De Wilde gebruikt. De eerste mening is dat de naam Sukabumi van het Sundanese woord komt, namelijk Suka en Bumen (nederzetting), wat betekent: "een voorkeursgebied om zich te vestigen", vanwege het koele klimaat van Sukabumi. De tweede mening is dat de naam Sukabumi is afgeleid van de woorden in het Sanskriet: Suka (plezier, geluk, vreugde) en Bhumi (aarde, land), zodat de naam Sukabumi betekent "land van geluk" of "land van vreugde".

De Wilde zelf verkocht vervolgens in 1823 zijn landerijen in Soekaboemi aan de Nederlandse Oost-Indische overheid.

## Grote Postweg
Soekaboemi ligt aan de route van de vroegere Groote Postweg.
De hoofdstraat, de Jalan Raya Sukabumi, vormt een deel van die route.

## Spoorweg
De strategische ligging van de stad Soekaboemi tussen Batavia en Bandoeng en de opbrengsten die de bodem opleverde aan de Nederlands-Indische regering, hebben veel bijgedragen tot de aanleg van de spoorlijn van Buitenzorg (Bogor) naar de stad Soekaboemi. Het spoor werd in 1882 aangelegd door de Nederlandsch-Indische Spoorweg Maatschappij (N.I.S.) en werd de hoofdader van distributie in het vervoer van producten uit de plantages, zoals thee, koffie en kinine naar de haven van Tandjong Priok in Batavia.

## Politieschool
Bij decreet van 27 januari 1912 nr. 16.a (Staatscourant nr. 172 ) werd Soekaboemi het hoofdkwartier en de school voor gewapende politiekaders gevestigd, en kreeg de naam Opleidingsschool der Algemene Politie, maar werd kortweg Politieschool genoemd. De kaderschool begon met 800 personeelsleden, en werd twee jaar later uitgebreid tot 1.800 personeelsleden. De school had inclusief alle bijbehorende faciliteiten, zoals een schietbaan, kerken, een ziekenhuis, onderkomens voor leerlingen, een oppervlakte van 8 hectare. Hierdoor werd Soekaboemi aangeduid als een politiestad. Deze vestiging zorgde voor een toename van de Europese bevolking.

## Gemeente Soekaboemi
Soekaboemi's status als stad begon op 1 april 1914, waarin de Nederlands-Indische regering Soekaboemi tot gemeente inwijdde, omdat het bevolkingsaantal van de Europeanen die er woonden aanzienlijk was. 1 april werd gekozen om de overwinning op de Spanjaarden op 1 april 1572 te herdenken. Soekaboemi's nieuwe bestuur werd gevormd op 1 mei 1926 met als eerste burgemeester George François Rambonnet.

Op basis van Lokale Verordening nr. 15 van 2000 van 27 september 2000 werd het administratieve gebied van de stad Sukabumi verdeeld in 7 districten met 33 stedelijke gebieden.

## Gebouwen
Tijdens de periode tot aan de Japanse bezetting werden in de gemeente het spoorwegstation Soekaboemi, de Grote Moskee, de Pinksterkerk, de Rooms-katholieke kerk St. Joseph, de Bethelkerk, de Bataksche kerk (HKBP Pasundan), de waterkrachtcentrale Oebroeg, het onderstation Lemboersitoe, een rubberfabriek en de Politieschool gebouwd.

## Soekaboemi tijdens de Japanse bezetting
Op 8 december 1941 vond een aanval door Japan op Nederlands-Indië plaats en op 7 maart 1942 viel Soekaboemi na een hevig bombardement door Japanse vliegtuigen. Tijdens dit bombardement werden zowel burgerdoelen (onder andere huizen en twee scholen met veel slachtoffers) als strategische doelen (de politieschool, de spoorlijn en de radiozender) getroffen. 
Tijdens de bezetting werd Soekaboemi de ontmoetingsplaats van Mohammad Hatta en Soetan Sjahrir met de Japanse vertegenwoordigers om de toekomst van Nederlands-Indië te bespreken, maar beide kregen status als stadsgevangenen. Soekaboemi werd ook een van de detentieplekken van krijgsgevangenen uit de Verenigde Staten en Australië in Indonesië.

## Plantages
De huidige toestand van de plantages laat te wensen over; veel liggen er verwaarloosd bij.

## Trivia
- In het zwembad Prana heeft Erica Terpstra haar eerste zwemlessen, als begin van haar zwemcarrière, gekregen.

- Nabij Sukabumi ligt het Nationaal park Halimun.

## Lijst van burgemeesters/Walikota
De gemeenteraad werd ingesteld in 1914, vanaf mei 1926 kreeg ze als stadsgemeente een burgemeester.
Nederlands-Indische periode:
- Mr. George François Rambonnet (1926-1933)
- Mr. W.M. Ouwerkerk (1933-1933)
- Dr. Albert Leonard Anihenie Van Unen (1934-1939)
- Mr. Willem Johannes Philippus van Waning (1939-1942)
- Mr. R. Syamsudin (1945-1946)
- Raden Mamur Soeria Hoedaja (1946-1948)
- Raden Ebo Adinegara (1948-1949)

Indonesische periode:
- Raden Ebo Adinegara (1949-1950)
- Raden S. Affandi Kartadjumena (1950-1952)
- Raden Soebandi Prawiranta (1952-1959)
- Mochamad Soelaeman (1959-1960)
- Raden Soewala (1960-1963)
- Drs. Achmad Darmawan Adi (1963-1966)
- Mr. Saleh Wiradikarta (1966-1978)
- Soejoed (1978-1988)
- H. Zaenudin Mulaebary (1988-1993)
- R. Nuriana (1993-1997)
- Dra. Hj. Molly Mulyahati Djubaedi Msc. (1998-2003)
- H. Mokh. Muslikh Abdussyukur (2003-2013)
- H. Mohamad Muraz (2013-2018).

## Geboren in Sukabumi
- Miel Mundt (1880-1949), Nederlands voetballer
- Rie Cramer (1887-1977), Nederlands illustratrice, boekbandontwerpster en schrijfster
- Piet Metman (1916-1990), Nederlands zwemmer
- Lo van Hensbergen (1917-1987), Nederlands acteur
- Ellen Beerthuis-Roos (1926), Nederlands beeldhouwster

Stadsgemeenten: Bandung · Banjar · Bekasi · Bogor · Cimahi · Cirebon · Depok · Sukabumi · Tasikmalaya

Regentschappen: Bandung · Bekasi · Bogor · Ciamis · Cianjur · Cirebon · Garut · Indramayu · Karawang · Kuningan · Majalengka · Pangandaran · Purwakarta · Subang · Sukabumi · Sumedang · Tasikmalaya · West-Bandung